# Campeonato Mundial de Esquí Alpino de 2001
El XXXVI Campeonato Mundial de Esquí Alpino se celebró en la localidad alpina de Sankt Anton (Austria) entre el 29 de enero y el 10 de febrero de 2001 bajo la organización de la Federación Internacional de Esquí (FIS) y la Federación Austriaca de Esquí.

## Resultados

### Masculino
| Evento                  | Oro                                     | Plata                                   | Bronce                              |
| ----------------------- | --------------------------------------- | --------------------------------------- | ----------------------------------- |
| Descenso (07.02)        | Hannes Trinkl · Austria · 1:38,74       | Hermann Maier · Austria · 1:38,94       | Florian Eckert · Alemania · 1:39,26 |
| Eslalon (10.02)         | Mario Matt · Austria · 1:39,66          | Benjamin Raich · Austria · 1:39,81      | Mitja Kunc Eslovenia 1:40,36        |
| Eslalon Gigante (08.02) | Michael von Grünigen · Suiza · 2:23,80  | Kjetil André Aamodt · Noruega · 2:24,15 | Frédéric Covili Francia 2:24,18     |
| Super Gigante (30.01)   | Daron Rahlves Estados Unidos 1:21,46    | Stephan Eberharter · Austria · 1:21,54  | Hermann Maier · Austria · 1:21,69   |
| Combinada (05.02)       | Kjetil André Aamodt · Noruega · 2:58,25 | Mario Matt · Austria · 2:58,93          | Paul Accola · Suiza · 2:59,53       |

### Femenino
| Evento                  | Oro                                      | Plata                                  | Bronce                              |
| ----------------------- | ---------------------------------------- | -------------------------------------- | ----------------------------------- |
| Descenso (06.02)        | Michaela Dorfmeister · Austria · 1:36,20 | Renate Götschl · Austria · 1:36,34     | Selina Heregger · Austria · 1:36,37 |
| Eslalon (07.02)         | Anja Pärson · Suecia · 1:32,95           | Christel Pascal Francia 1:33,56        | Hedda Berntsen · Noruega · 1:33,99  |
| Eslalon Gigante (09.02) | Sonja Nef · Suiza · 2:19,01              | Karen Putzer · Italia · 2:20,11        | Anja Pärson · Suecia · 2:20,52      |
| Super Gigante (29.01)   | Regine Cavagnoud Francia 1:23,44         | Isolde Kostner · Italia · 1:23,49      | Hilde Gerg · Alemania · 1:23,52     |
| Combinada (02.02)       | Martina Ertl · Alemania · 2:55,65        | Christine Sponring · Austria · 2:58,23 | Karen Putzer · Italia · 2:58,69     |

## Medallero
| Núm. | País           | Oro | Plata | Bronce | Total |
| ---- | -------------- | --- | ----- | ------ | ----- |
| 1    | Austria        | 3   | 6     | 2      | 11    |
| 2    | Suiza          | 2   | 0     | 1      | 3     |
| 3    | Francia        | 1   | 1     | 1      | 3     |
|      | Noruega        | 1   | 1     | 1      | 3     |
| 5    | Alemania       | 1   | 0     | 2      | 3     |
| 6    | Suecia         | 1   | 0     | 1      | 2     |
| 7    | Estados Unidos | 1   | 0     | 0      | 1     |
| 8    | Italia         | 0   | 2     | 1      | 3     |
| 9    | Eslovenia      | 0   | 0     | 1      | 1     |
|      | TOTAL          | 10  | 10    | 10     | 30    |